# Sicista pseudonapaea
Il topo delle betulle grigio (Sicista pseudonapaea  Strautman, 1949) è un roditore della famiglia dei Dipodidi diffuso nell'Asia centrale.

## Descrizione

### Dimensioni
Roditore di piccole dimensioni, con la lunghezza della testa e del corpo tra 65 e 77 mm, la lunghezza della coda tra 81,5 e 102 mm, la lunghezza del piede tra 12 e 18,8 mm, la lunghezza delle orecchie tra 10,7 e 17 mm e un peso fino a 13,3 g.

### Aspetto
Le parti dorsali sono grigio-brunastre con dei riflessi rossicci sulla parte posteriore del collo e sono prive della striscia scura dorsale, mentre i fianchi sono più chiari e le parti ventrali sono bianco-grigiastre. La coda è più lunga della testa e del corpo, è brunastra sopra e biancastra sotto. Il glande è ricoperto da piccole spine. Il cariotipo è 2n=44 FN=52.

## Biologia

### Comportamento
Entra in letargo durante l'inverno.

### Alimentazione
Si nutre di invertebrati e semi.

### Riproduzione
Si riproduce una volta l'anno.

## Distribuzione e habitat
Questa specie è diffusa sui Monti Altaj nel Kazakistan orientale e nella parte più settentrionale della provincia cinese dello Xinjiang.
Vive nelle praterie, negli arbusteti e nella taiga montana con prevalenza di larici tra 1.000 e 2.000 metri di altitudine.